# Любимовський (Нижньогородська область)
Любимовський (рос. Любимовский) — починок в Краснобаковському районі Нижньогородської області Російської Федерації.
Населення становить 11 осіб. Входить до складу муніципального утворення Шеманихинська сільрада.

## Історія
Від 2009 року входить до складу муніципального утворення Шеманихинська сільрада.

## Населення
| 2002 | 2010 |
| ---- | ---- |
| 20   | ↘11  |